# Keltic Lament
Keltic Lament is een compositie van de Brits John Foulds. Het was een vloek en een zegen voor de componist.
Het werkje is geschreven voor strijkers en harp, een combinatie die veelvuldig, ook binnen de populaire muziek, wordt gebruikt om de sfeer Keltisch te maken. Het resultaat is een zoetgevooisde compositie. De klaagzang wordt ingezet door de cello in combinatie met een tokkelende harp. Daarna ontwikkelt zich een uiterst romantische melodielijn, waarbij je je direct afvraagt of de Kelten inderdaad zo’n rustig volk waren.
In de jaren 20 van de 20e eeuw was het zo populair, omdat / zodat de BBC het elke dag uitzond. De muziek blijft als een hedendaagse single direct in het hoofd zitten.
Voor Foulds was het een vloek. Hij klaagde later onder meer tegen dirigent Adrian Boult, dat zijn lichte muziek maar een klein deel van zijn oeuvre uitmaakte, maar dat dat veel vaker uitgevoerd werd dan zijn serieuze werk. Anderzijds is Keltic Lament met al haar arrangementen voor allerlei gezelschappen een continue bron van inkomsten voor hem geweest en hield hem ook na zijn overlijden in 1939 “levend”.

## Bron en discografie
- Uitgave Warner Classics; Peter Donohoe (piano); City of Birmingham Symphony Orchestra o.l.v. Sakari Oramo